# Ringo Starr & His All-Starr Band
Ringo Starr & His All-Starr Band je rock superskupina s spremenljivo zasedbo, ki jo vodi nekdanji bobnar in vokalist skupine The Beatles, Ringo Starr.
Od leta 1989 je Starr nastopal na turnejah z dvanajstimi različnimi zasedbami skupine, kjer velja pravilo »vsak na odru je zvezda po svoje«. Skupina je sicer projekt, ki ga je ustvaril producent David Fishof.
Skupina je več kot dve desetletij hodila po turnejah, njena zasedba pa se spreminja glede na projekte in dosegljivost glasbenikov v določenem času. Na vsakem koncertu skupine Ringo izvede nekaj skladb iz svoje kariere in skupine The Beatles, nato pa vsak glasbenik izvede nekaj hitov iz svoje kariere. Skupina ne izdaja lastne avtorske glasbe, vsakih nekaj let pa posname in izda album v živo.

## Diskografija
- Ringo Starr and His All-Starr Band (1990)
- Ringo Starr and His All Starr Band Volume 2: Live from Montreux (1993)
- Ringo Starr and His Third All-Starr Band-Volume 1 (1997)
- The Anthology... So Far  (2001)
- King Biscuit Flower Hour Presents Ringo & His New All-Starr Band (2002)
- Extended Versions (2003)
- Tour 2003 (2004)
- Ringo Starr and Friends (2006)
- Ringo Starr & His All Starr Band Live 2006 (2008)
- Live at the Greek Theatre (2010)
- Ringo at the Ryman (2013) (DVD)

## Repertoar

### 1989
Izvajano v ZDA in na Japonskem
1. "It Don't Come Easy"
2. "No No Song"
3. "Yellow Submarine"
4. "Iko Iko" ali "Such a Night" (Dr. John)
5. "The Weight" (Levon Helm, Dr John in Rick Danko)
6. "Shine Silently" (Nils Lofgren)
7. "Will It Go Round in Circles" ali "Get Back" (Samo na Japonskem) (Billy Preston)
8. "Act Naturally"
9. "Honey Don't"
10. "You're a Friend of Mine" (Clarence Clemons, Billy Preston)
11. "The Shape I'm In" (Rick Danko)
12. "Life in the Fast Lane" (Joe Walsh)
13. "I Wanna Be Your Man" ali "Back Off Boogaloo" / 15-minutni premor
14. "Desperado" (Joe Walsh solo)
15. "Raining in My Heart" (Rick Danko, Levon Helm)
16. "Up on Cripple Creek" (Levon Helm, Rick Danko)
17. "Boys"
18. "Bein' Angry" (Nils Lofgren)
19. "Candy" (Dr. John)
20. "Right Place, Wrong Time" (Dr. John)
21. "Quarter to Three" (Clarence Clemons)
22. "Rocky Mountain Way" (Joe Walsh)
23. "Nothing from Nothing" ali "That's The Way God Planned It" (Billy Preston)
24. "Photograph"
25. "You're Sixteen"
26. "With a Little Help from My Friends"

### 1992
Izvajano v ZDA  in v Evropi (promocija albuma Time Takes Time)
1. "I'm the Greatest"
2. "No No Song"
3. "No Time" (Burton Cummings)
4. "Girls Talk" (Dave Edmunds)
5. "Look at Us Now" ali "Rocky Mountain Way" (Joe Walsh)
6. "I Can't Tell You Why" (Timothy B. Schmit)
7. "Shine Silently" (Nils Lofgren)
8. "Bang the Drum All Day" (Todd Rundgren)
9. "Don't Go Where the Road Don't Go"
10. "Yellow Submarine"
11. "Desperado" ali "Pretty Maids All in a Row" ali "Meadows" ali "Indian Summer" ali "The Friend Song" ali "The Way I Am" (Joe Walsh solo)
12. "These Eyes" ali "Stand Tall" ali "Dream of A Child" ali "A Fool A Fool I Met A Fool" ali "Undun" (Burton Cummings solo, feat. Nils Lofgren in Timmy Cappello)
13. "Lady Madonna" (Dave Edmunds solo)
14. "Believe" ali "Valentine" ali "An Italian Folk Song" (Nils Lofgren solo)
15. Medley: "What's Going On" - "Mercy Mercy Me" - "One World" ali "There Goes My Inspiration" ali "Lysistrata" ali "Love of the Common Man" ali "You've Got To Hide Your Love Away" ali "The Wheel" (Todd Rundgren solo)
16. "Keep on Tryin'" (Timothy B. Schmit)
17. "Wiggle" (Timmy Cappello)
18. "Black Maria" (Todd Rundgren)
19. "In the City" ali "Vote for Me" (Joe Walsh)
20. "You're Sixteen"
21. "Weight of the World"
22. "Just a Little" ali "Walkin' Nerve" (Nils Lofgren)
23. "I Hear You Knocking" (Dave Edmunds)
24. "American Woman" (Burton Cummings)
25. "Boys"
26. "Photograph"
27. "Act Naturally"
28. "With a Little Help from My Friends"

### 1995
Izvajano na Japonskem in v ZDA
1. "Don't Go Where the Road Don't Go"
2. "I Wanna Be Your Man"
3. "It Don't Come Easy"
4. "The Loco-Motion" (Mark Farner)
5. "Nothing from Nothing" (Billy Preston)
6. "No Sugar Tonight" (Randy Bachman)
7. "People Got to Be Free" (Felix Cavaliere)
8. "Boris the Spider" (John Entwistle)
9. "Boys"
10. "You Ain't Seen Nothin' Yet" (Randy Bachman)
11. "You're Sixteen"
12. "Yellow Submarine"
13. "My Wife" (John Entwistle)
14. "I'm Your Captain" (Mark Farner)
15. "Honey Don't"
16. "Act Naturally"
17. "Back Off Boogaloo" (na Japonskem in na nekaj koncertih v ZDA)
18. "Groovin'" (Felix Cavaliere)
19. "Will It Go Round in Circles" (Billy Preston)
20. "Takin' Care of Business" (Randy Bachman)
21. "Some Kind of Wonderful" (Mark Farner)
22. "Good Lovin'" (Felix Cavaliere)
23. "Photograph"
24. "No No Song"
25. "With a Little Help from My Friends"

### 1997–98
Izvajano leta 1997 v ZDA in leta 1998 v Evropi in Rusiji (promocija albuma Vertical Man)
1. "It Don't Come Easy"
2. "Act Naturally"
3. "The Devil That Came from Kansas" (izvajano le v ZDA) ali "Whiskey Train" (Izvajano le v Evropi) (Gary Brooker)
4. "Show Me the Way" (Peter Frampton)
5. "Sunshine of Your Love" (Jack Bruce, Peter Frampton)
6. "Shooting Star" (Simon Kirke)
7. "Boys"
8. "Baby I Love Your Way" (Peter Frampton)
9. "You're Sixteen" (1997) ali "Love Me Do" (1998)
10. "Yellow Submarine"
11. "Theme for an Imaginary Western" (feat. Peter Frampton) ali As You Said (Jack Bruce solo)
12. "A Salty Dog" (Gary Brooker solo)
13. "Norwegian Wood" ali "Lines on My Face"(samo ZDA) ali "All I Want to Be (Is By Your Side)" (samo Evropa) (Peter Frampton solo)
14. "Conquistador (Gary Brooker)
15. "I'm the Greatest"
16. "No No Song"
17. "La De Da" (1998)
18. "I Feel Free" (Jack Bruce)
19. "All Right Now" (Simon Kirke)
20. "I Wanna Be Your Man"
21. "Do You Feel Like We Do" (Peter Frampton)
22. "White Room" (Jack Bruce)
23. "A Whiter Shade of Pale" (Gary Brooker)
24. "Photograph"
25. "With a Little Help from My Friends"

### 1999
Izvajano v ZDA
1. "It Don't Come Easy"
2. "Act Naturally"
3. "Whiskey Train" (Gary Brooker)
4. "I Saw the Light" (Todd Rundgren)
5. "Sunshine of Your Love" (Jack Bruce, Todd Rundgren)
6. "Shooting Star" (Simon Kirke)
7. "Boys"
8. "Love Me Do"
9. "Yellow Submarine"
10. "Theme from an Imaginary Western" (Jack Bruce solo, feat. Todd Rundgren, Andy Summers)
11. "A Salty Dog" ali "Conquistador" (Gary Brooker)
12. "Hammer in My Heart" (Todd Rundgren)
13. "I'm the Greatest"
14. "No No Song"
15. "Back Off Boogaloo"
16. "I Feel Free" (Jack Bruce)
17. "All Right Now" (Simon Kirke)
18. "I Wanna Be Your Man"
19. "Bang the Drum All Day" (Todd Rundgren)
20. "White Room" (Jack Bruce)
21. "Whiter Shade of Pale" (Gary Brooker)
22. "Photograph"
23. "You're Sixteen" (ni bila izvajana na prvem koncertu)[29]
24. "With a Little Help from My Friends"

### 2000
Izvajano v ZDA
1. "It Don't Come Easy"
2. "Act Naturally"
3. "Hungry Eyes" (Eric Carmen)
4. "I Hear You Knockin'" (Dave Edmunds)
5. "Sunshine of Your Love" (Jack Bruce, Dave Edmunds)
6. "Shooting Star" (Simon Kirke)
7. "I Wanna Be Your Man"
8. "Love Me Do"
9. "Yellow Submarine"
10. "Classical Gas/Lady Madonna" (Dave Edmunds solo)
11. "Boats Against the Current" ali "Never Gonna Fall in Love Again (Eric Carmen Solo)
12. "Theme for an Imaginary Western" (Jack Bruce solo, z Davom Edmundsom ali gostujočim glasbenikom Andyjem Summersom)
13. "Go All The Way" (Eric Carmen)
14. "I'm The Greatest"
15. "No No Song"
16. "Back Off Boogaloo"
17. "I Feel Free" (Jack Bruce)
18. "All Right Now" (Simon Kirke)
19. "Boys"
20. "I Knew the Bride (When She Used to Rock 'n' Roll)" (Dave Edmunds)
21. "White Room" (Jack Bruce)
22. "All By Myself" (Eric Carmen)
23. "Photograph"
24. "You're Sixteen"
25. "With A Little Help From My Friends"

### 2001
Izvajano v ZDA
1. "Photograph"
2. "Act Naturally"
3. "The Court of the Crimson King" (Greg Lake)
4. "The Logical Song" (Roger Hodgson)
5. "No One Is to Blame" (Howard Jones)
6. "Cleveland Rocks" (Ian Hunter)
7. "A Love Bizarre" (Sheila E.)
8. "Boys"
9. "Give a Little Bit" (Roger Hodgson)
10. "You're Sixteen"
11. "Yellow Submarine"
12. "Karn Evil 9" (First Impressions, Pt. 2) (Greg Lake s Sheilo E in Howardom Jonesom)
13. "I'm the Greatest"
14. "No No Song"
15. "Back Off Boogaloo"
16. "Things Can Only Get Better" (Howard Jones)
17. "Irene Wilde" ali "Still Love Rock 'n' Roll" (Ian Hunter)
18. "The Glamorous Life" (Sheila E.)
19. "I Wanna Be Your Man"
20. "Lucky Man" (Greg Lake)
21. "Everlasting Love" (Howard Jones)
22. "Take the Long Way Home" (Roger Hodgson)
23. "All the Young Dudes" (Ian Hunter)
24. "It Don't Come Easy"
25. "Don't Go Where the Road Don't Go"
26. "With a Little Help from My Friends"

### 2003
Izvajano v ZDA (promocija albuma Ringo Rama)
1. "It Don't Come Easy"
2. "Honey Don't"
3. "Memphis in Your Mind"
4. "How Long?" (Paul Carrack)
5. "Down Under" (Colin Hay)
6. "Isn't It Time" (John Waite)
7. "A Love Bizarre" (Sheila E.)
8. "Boys"
9. "Overkill" (Colin Hay)
10. "Act Naturally"
11. "You're Sixteen"
12. "Yellow Submarine"
13. "Love Will Keep Us Alive" (Paul Carrack solo)
14. "Beautiful World" (Colin Hay solo)
15. "New York City Girl" (John Waite solo, feat. Paul Carrack in Mark Rivera)
16. "Here Comes the Sun" (The All Starrs)
17. "Never Without You"
18. "Don't Pass Me By"
19. "No No Song"
20. "Tempted" (Paul Carrack)
21. "When I See You Smile" (John Waite)
22. "The Glamorous Life" (Sheila E.)
23. "I Wanna Be Your Man"
24. "The Living Years" (Paul Carrack)
25. "Missing You" (John Waite)
26. "Who Can It Be Now?" (Colin Hay)
27. "Photograph"
28. "Don't Go Where the Road Don't Go"
29. "With a Little Help from My Friends"

### 2006
Izvajano v ZDA (promocija albuma Choose Love)
1. "With a Little Help From My Friends" intro/"It Don't Come Easy"
2. "What Goes On"
3. "Honey Don't"
4. "Everybody Wants You" (Billy Squier)
5. "Free Ride" (Edgar Winter)
6. "A Love Bizarre" (Sheila E.)
7. "Boys"
8. "Don't Mean Nothing" (Richard Marx)
9. "She's Not There" (Rod Argent)
10. "Never Without You"
11. "Yellow Submarine"
12. "Dying to Live" ali "Fly Away" (Edgar Winter solo, feat. Rod Argent)
13. "Right Here Waiting" (Richard Marx solo)
14. "Ramblin' On My Mind" (Billy Squier solo, feat. Edgar Winter)
15. "Time of the Season" (Rod Argent solo)
16. "Frankenstein" (Edgar Winter)
17. "Photograph"
18. "Choose Love"
19. "Should've Known Better" (Richard Marx)
20. "The Glamorous Life" (Sheila E.)
21. "I Wanna Be Your Man"
22. "Rock Me Tonite" (Billy Squier)
23. "Hold Your Head Up" (Rod Argent)
24. "Act Naturally"
25. "Memphis in Your Mind"
26. "With a Little Help from My Friends"

### 2008
Izvajano v ZDA (promocija albuma Liverpool 8)
1. "With a Little Help from My Friends" intro/"It Don’t Come Easy"
2. "What Goes On"
3. "Memphis in Your Mind"
4. "Lonely Is the Night" (Billy Squier)
5. "Free Ride" (Edgar Winter)
6. "Down Under" (Colin Hay)
7. "Dream Weaver" (Gary Wright)
8. "Boys"
9. "Pick Up the Pieces" (Hamish Stuart)
10. "Liverpool 8"
11. "Act Naturally"
12. "Yellow Submarine"
13. "Tobacco Road" (Edgar Winter solo)
14. "Your Eyes" ali "Stormy Mondays" (Gary Wright solo)
15. "A Song for You" (Hamish Stuart solo)
16. "Are You Lookin' at Me?" ali "Overkill" (akustična verzija) (Colin Hay solo)
17. "In the Dark" (Billy Squier solo)
18. "Frankenstein" (Edgar Winter)
19. "Never Without You"
20. "Choose Love"
21. "The Stroke" (Billy Squier)
22. "Work to Do" (Hamish Stuart)
23. "I Wanna Be Your Man"
24. "Love Is Alive" (Gary Wright)
25. "Who Can It Be Now?" (Colin Hay)
26. "Photograph"
27. "Oh My My"
28. "With a Little Help from My Friends" + "Give Peace a Chance"

### 2012–16
Izvajano v ZDA (12-16), Novi Zelandiji, Avstraliji, Japonskem in Latinski Ameriki (13 + 15) (promocija albumov Ringo 2012 (2012) in Postcards From Paradise (2015))
1. "Matchbox"
2. "It Don't Come Easy"
3. "Wings" ali "Island In The Sun" (October 2015 only)
4. "I Saw the Light" (Todd Rundgren)
5. "Evil Ways" (Gregg Rolie)
6. "Rosanna" (Steve Lukather in Mark Rivera (2012 in 2013) ali Warren Ham (2014 in 2015)
7. "Kyrie" (Richard Page)
8. "Don't Pass Me By"
9. "Bang the Drum All Day" (Todd Rundgren)
10. "Boys"
11. "Yellow Submarine"
12. "Black Magic Woman"/"Gypsy Queen" (Gregg Rolie)
13. "Honey Don't" (2013) ali "You're Sixteen" (oktober 2015)
14. "Anthem"
15. "I'm the Greatest" (2012 in oktober 2015)
16. "Rocky Mountain Way" (Joe Walsh – nekateri koncerti leta 2012)
17. "You Are Mine" (Richard Page)
18. "Africa" (Steve Lukather , Richard Page, ali Mark Rivera (Latinska Amerika 2013))[30]
19. "Everybody's Everything" ali "Oye Como Va" (2013) (Gregg Rolie)
20. "I Wanna Be Your Man"
21. "Love Is the Answer" ali "Hello It's Me" (na začetnih koncertih) (Todd Rundgren)
22. "Broken Wings" (Richard Page)
23. "Hold the Line" (Steve Lukather in Mark Rivera (2012 in 2013) ali Warren Ham (2014 in 2015)
24. "Photograph"
25. "Act Naturally"
26. "With a Little Help from My Friends" + "Give Peace a Chance"[31]

## Ringove skladbe
| Skladba                              | 1989 | 1992 | 1995 | 1997-98 | 1999 | 2000 | 2001 | 2003 | 2006 | 2008 | 2010-11 | 2012-16   |
| ------------------------------------ | ---- | ---- | ---- | ------- | ---- | ---- | ---- | ---- | ---- | ---- | ------- | --------- |
| "Act Naturally"                      | •    | •    | •    | •       | •    | •    | •    | •    | •    | •    | •       | •         |
| "Anthem"                             |      |      |      |         |      |      |      |      |      |      |         | •         |
| "Back Off Boogaloo"                  | •    |      | •    |         | •    | •    | •    |      |      |      | •       |           |
| "Boys"                               | •    | •    | •    | •       | •    | •    | •    | •    | •    | •    | •       | •         |
| "Choose Love"                        |      |      |      |         |      |      |      |      | •    | •    | •       |           |
| "Don't Go Where the Road Don't Go"   |      | •    | •    |         |      |      | •    | •    |      |      |         |           |
| "Don't Pass Me By"                   |      |      |      |         |      |      | •    | •    |      |      |         | •         |
| "Give Peace a Chance"                |      |      |      |         |      |      |      |      |      | •    | •       | •         |
| "Honey Don't"                        | •    |      | •    |         |      |      |      | •    | •    |      | •       | • (13-15) |
| "I Wanna Be Your Man"                | •    |      | •    | •       | •    | •    | •    | •    | •    | •    | •       | •         |
| "I'm the Greatest"                   |      | •    |      | •       | •    | •    | •    |      |      |      |         | • (12+15) |
| "It Don't Come Easy"                 | •    |      | •    | •       | •    | •    | •    | •    | •    | •    | •       | •         |
| "Island In The Sun"                  |      |      |      |         |      |      |      |      |      |      |         | • (15)    |
| "La De Da"                           |      |      |      | • (98)  |      |      |      |      |      |      |         |           |
| "Liverpool 8"                        |      |      |      |         |      |      |      |      |      | •    |         |           |
| "Love Me Do"                         |      |      |      | • (98)  | •    | •    |      |      |      |      |         |           |
| "Matchbox"                           |      |      |      |         |      |      |      |      |      |      |         | •         |
| "Memphis in Your Mind"               |      |      |      |         |      |      |      | •    | •    | •    |         |           |
| "Never Without You"                  |      |      |      |         |      |      |      | •    | •    | •    |         |           |
| "No No Song"                         | •    | •    | •    | •       | •    | •    | •    | •    |      |      |         |           |
| "Oh My My"                           |      |      |      |         |      |      |      |      |      | •    |         |           |
| "The Other Side of Liverpool"        |      |      |      |         |      |      |      |      |      |      | •       |           |
| "Peace Dream"                        |      |      |      |         |      |      |      |      |      |      | •       |           |
| "Photograph"                         | •    | •    | •    | •       | •    | •    | •    | •    | •    | •    | •       | •         |
| "Weight of the World"                |      | •    |      |         |      |      |      |      |      |      |         |           |
| "What Goes On"                       |      |      |      |         |      |      |      |      | •    | •    |         |           |
| "Wings"                              |      |      |      |         |      |      |      |      |      |      |         | •         |
| "With a Little Help from My Friends" | •    | •    | •    | •       | •    | •    | •    | •    | •    | •    | •       | •         |
| "Yellow Submarine"                   | •    | •    | •    | •       | •    | •    | •    | •    | •    | •    | •       | •         |
| "You're Sixteen"                     | •    | •    | •    | • (97)  | •    | •    | •    | •    |      |      |         | • (15)    |
| Total                                | 11   | 10   | 12   | 11      | 12   | 12   | 12   | 14   | 13   | 14   | 13      | 13        |